# Stazione di Langnau-Gattikon
La stazione di Langnau-Gattikon è una stazione ferroviaria nella valle del Sihl nel comune di Langnau am Albis nel cantone svizzero di Zurigo, sulla Sihltalbahn, gestita dalla Sihltal Zürich Uetliberg Bahn (SZU). Gattikon è un villaggio adiacente, facente parte del comune di Thalwil. Nella stazione è stato realizzato un nuovo binario di raccordo per il deposito del materiale rotabile della Sihltalbahn.

## Traffico
La stazione è servita dai seguenti treni passeggeri della linea S4 della S-Bahn di Zurigo.
- S4 Zurigo HB - Adliswil - Langnau-Gattikon-(Sihlwald)

i treni viaggiano con cadenza di 20 minuti e di 10 minuti nelle ore di punta. Con una cadenza di un'ora un treno viene prolungato fino a Sihlwald.

## Galleria d'immagini

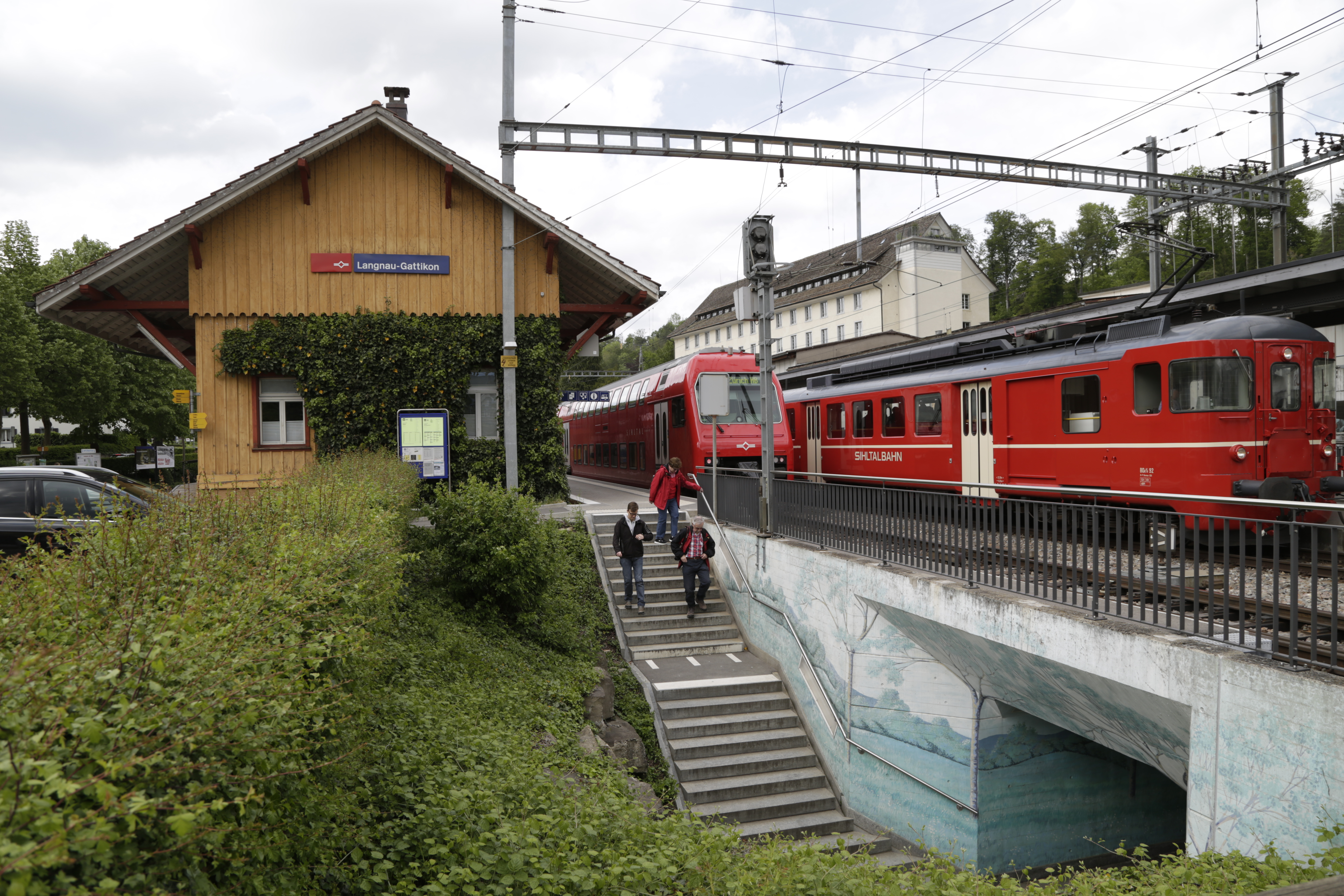
Incrocio tra due treni della Sihltalbahn
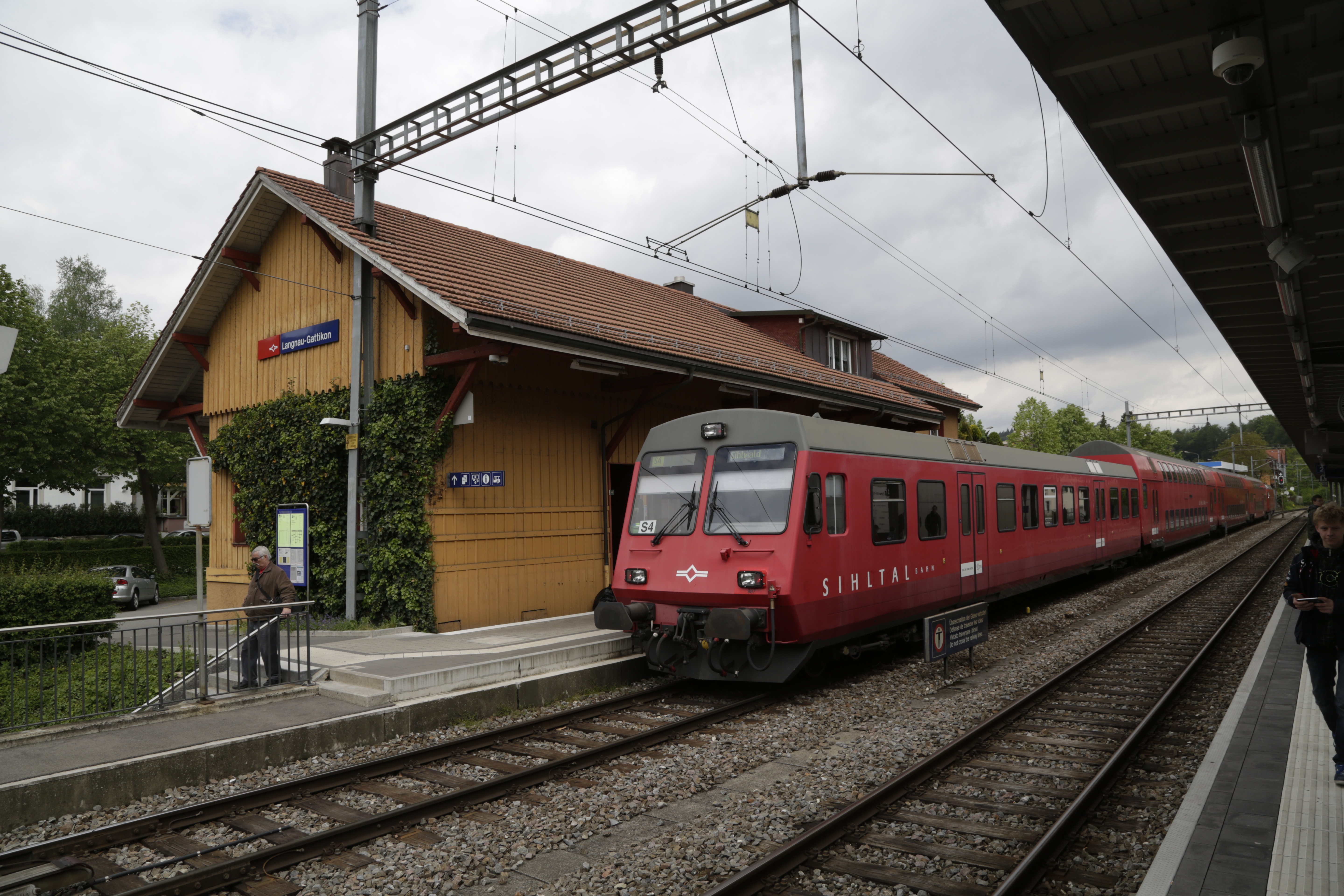
Treno della linea S4 fermo al binario 1
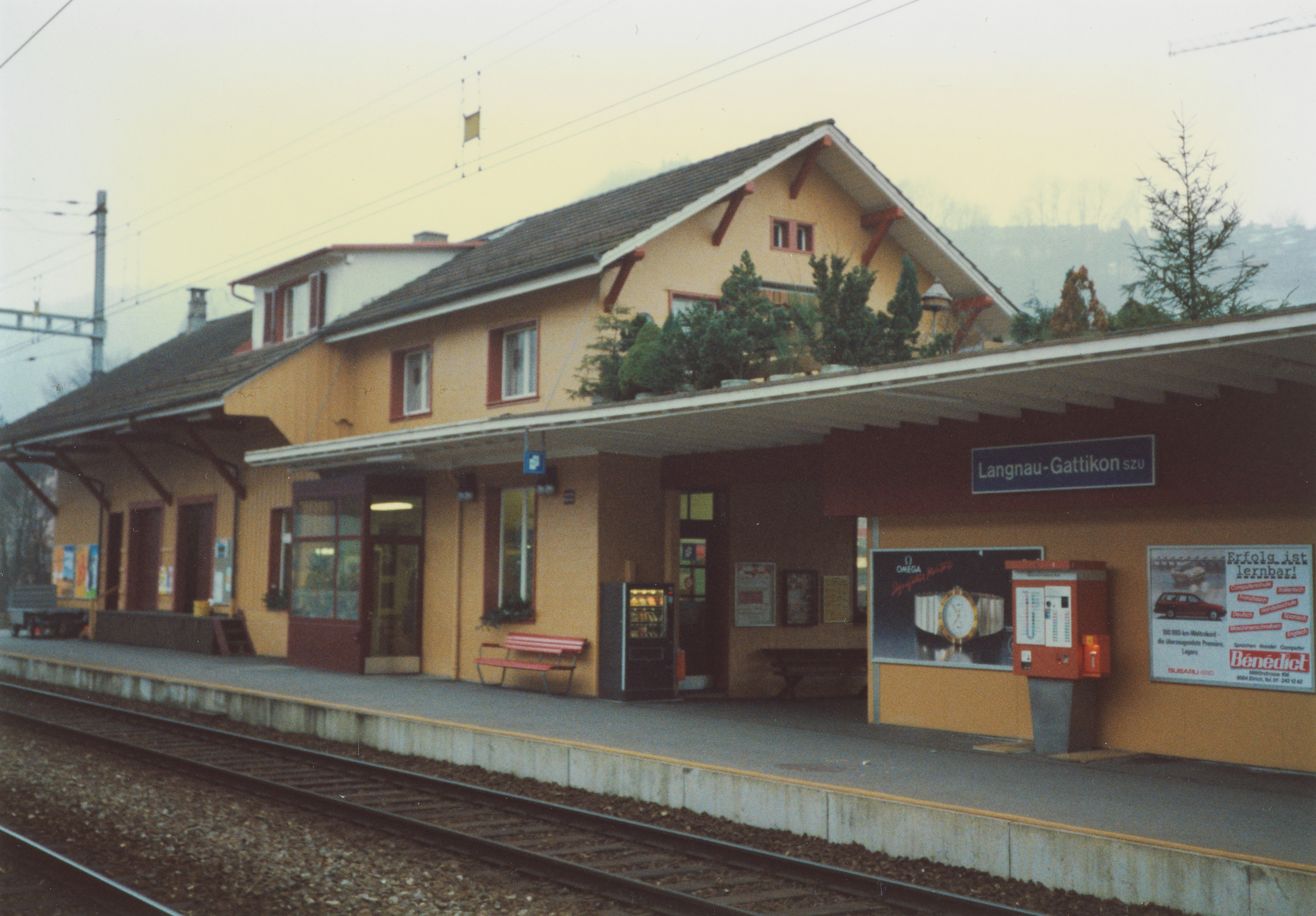
Il deposito merci a lato del fabbricato viaggiatori